# Église Saint-Saturnin de Fréchet-Aure
L'église Saint-Saturnin de Fréchet-Aure est une église catholique du XIIe siècle située à Fréchet-Aure, dans le département français des Hautes-Pyrénées en France.

## Localisation
L'église Saint-Saturnin est située au centre du village, à proximité de la mairie école sur la rive droite de la Neste.

## Historique
L'église était autrefois une annexe de la cure de Camous.

L'église aurait été construite au XIIe siècle.

Les principaux travaux de l'église actuelle sont réalisées au XVIIIe siècle, la sacristie est construite probablement à cette période, comme le portail nord datant de 1779 comme le précise le millésime sculpté sur le linteau.

L'église est en partie reconstruite en 1818 à la suite de plusieurs incendies.

## Architecture
L'église est bâtie suivant un plan habituel pour les églises romanes de la région :
une nef unique avec un chevet semi-circulaire, un clocher-mur à deux baies voûte en cul-de-four couvrant l'abside.

L'église possède une statue en bois du XVe siècle de l'évêque saint Saturnin.

À l'intérieur, sur l'autel se dresse un tabernacle en bois daté de la fin du XVIIIe siècle ou du début du XIXe siècle, il est surmonté d'une Vierge de Pitié encadrée par deux anges.

## Galerie de photos

Sélection de vues diverses
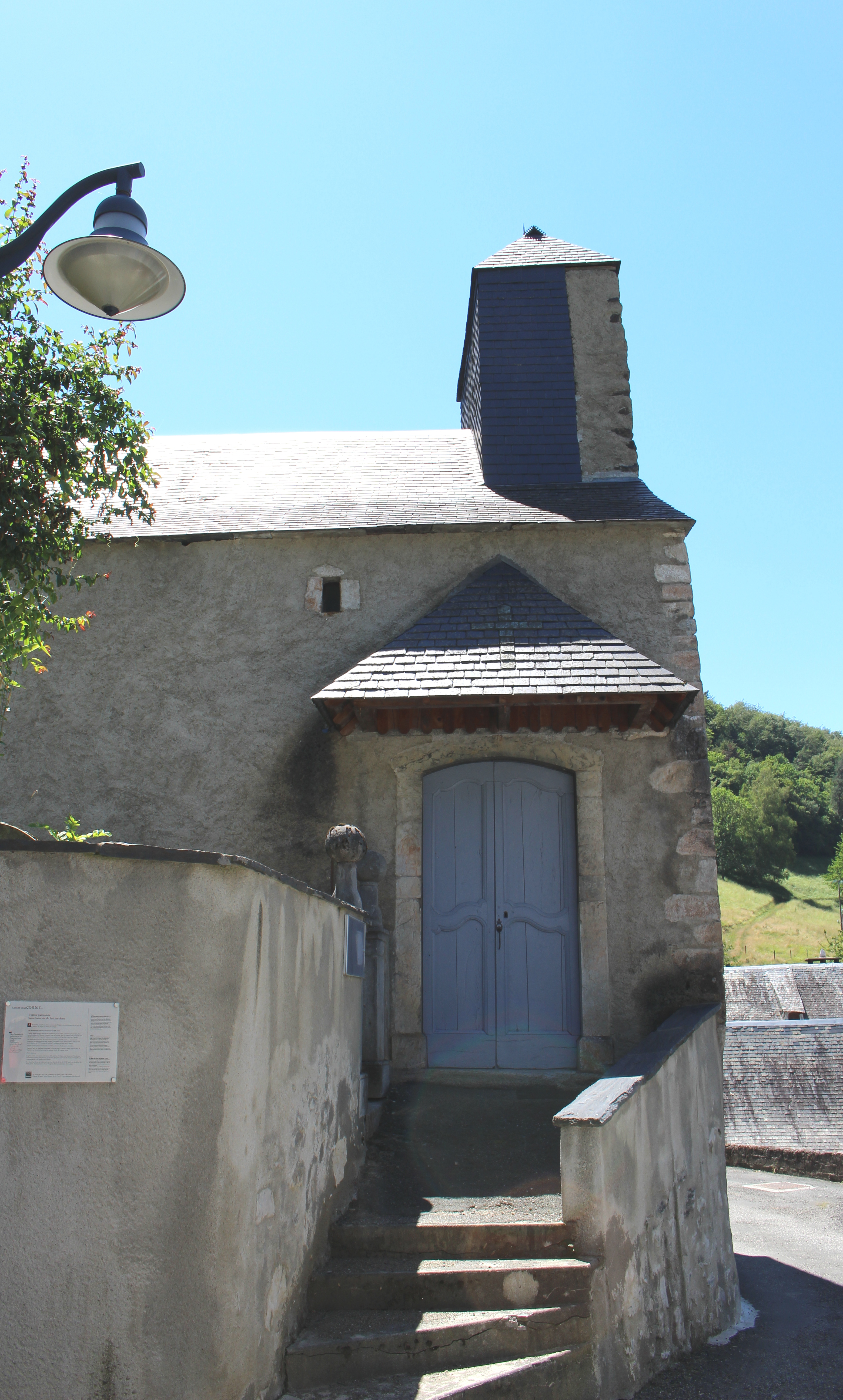
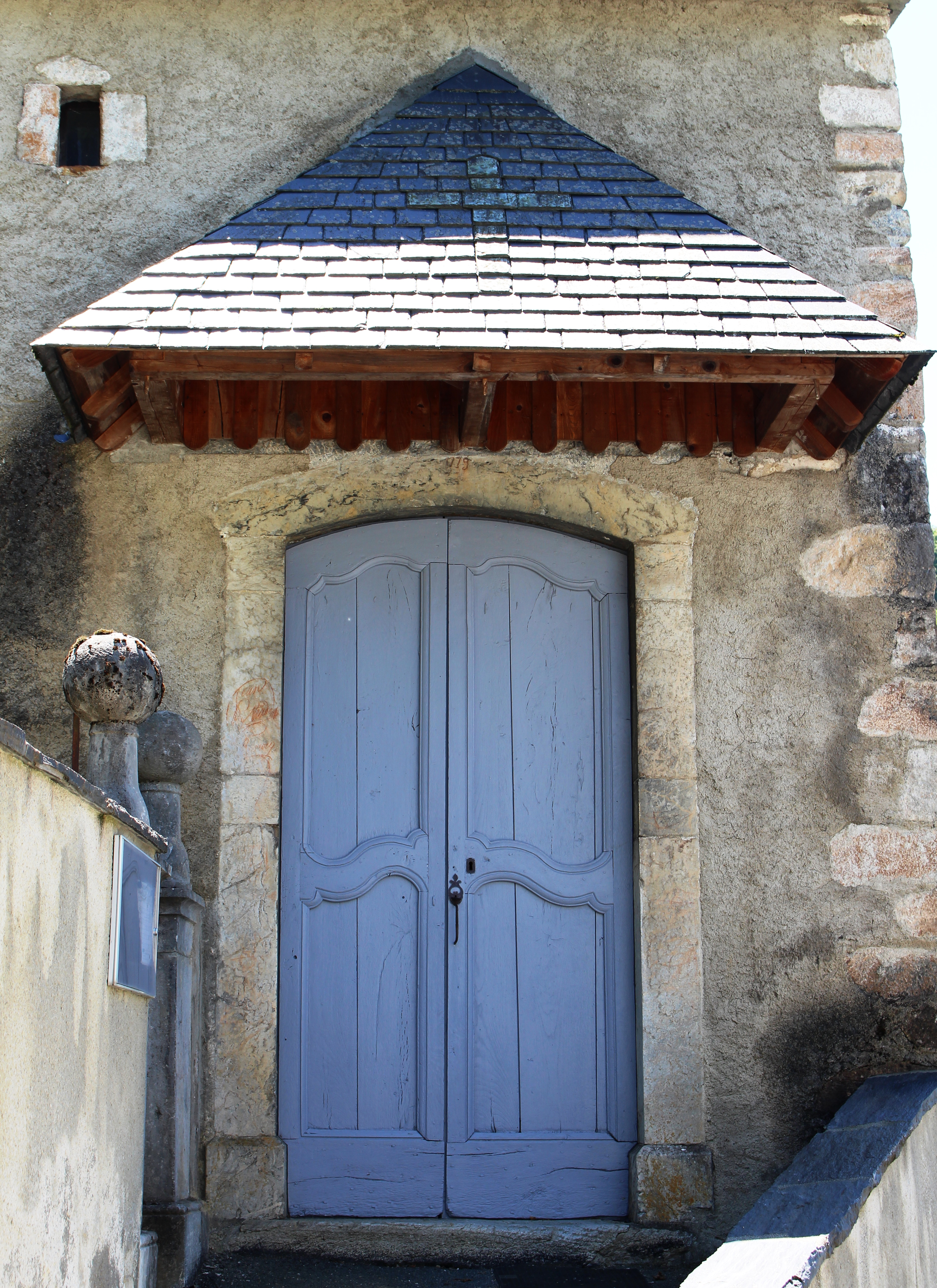
La porte.
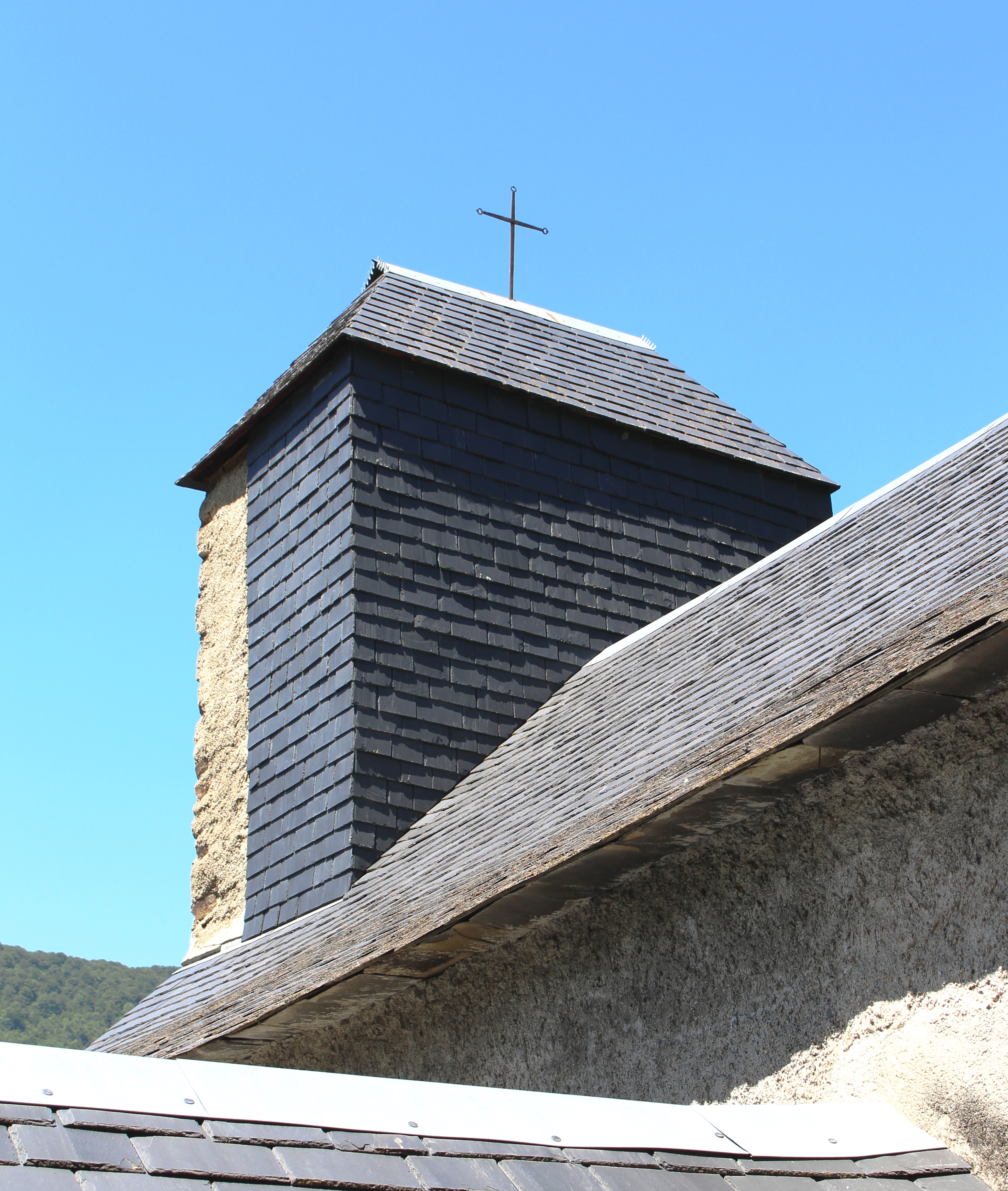
Le clocher.